# Eve (Vorname)
Eve ist ein weiblicher Vorname.

## Herkunft und Bedeutung
Eve kann die französische Form von Eva sein, meist Ève geschrieben; da im Französischen allerdings nur selten ein Akzent auf einen Großbuchstaben gesetzt wird, wird es Eve geschrieben; ausgesprochen als [ɛːv]. Außerdem ist es die englische Form von Eva, ausgesprochen als [iːv]. Es kann auch die deutsche Form des Namens Eva, ausgesprochen als [eːvə] oder [eːv] sein.
Eve heißt die Tochter der Hauptdarstellerin Frau Marthe Rull im Lustspiel Der zerbrochne Krug von Heinrich von Kleist. Damit ist „Eve“ als deutscher Name in die Literatur eingegangen.

## Namensträgerinnen

### Vorname
- Eve Angel (* 1983), ungarische Pornodarstellerin und Erotikmodell
- Ève Angeli (* 1980), französische Sängerin (Pop)
- Eve Arden (1908–1990), US-amerikanische Schauspielerin
- Eve Arnold (1912–2012), US-amerikanische Fotografin
- Eve Badana (* 1993), irische Fußballnationalspielerin und ehemalige kanadische Juniorennationalspielerin
- Ève Bazaiba (* 1965), Politikerin in der Demokratischen Republik Kongo
- Eve Best (* 1971), britische Schauspielerin und Theaterregisseurin
- Eve Chandraratne (* 1989), deutsche Fußballspielerin und Ärztin
- Ève Chiapello (* 1965), französische Wirtschaftswissenschaftlerin
- Ève Curie (1904–2007), Tochter von Marie Curie, franz. Schriftstellerin und Beraterin des Generalsekretärs der NATO
- Eve-Marie Engels (* 1951), deutsche Expertin für Bioethik
- Eve Ensler (* 1953), US-amerikanische Dramatikerin, Schriftstellerin, Künstlerin und feministische Aktivistin
- Eve Francis (1886–1980), französische Schauspielerin belgischer Herkunft
- Ève Gagnier (1930–1984), kanadische Sopranistin und Schauspielerin
- Ève Gran-Aymerich (* 1947), französische Archäologin und Historikerin
- Eve Harlow (* 1989), russisch-kanadische Filmschauspielerin
- Eve Hewson (* 1991), irische Schauspielerin
- Ève Luquet (* 1954), französische Graveurin und Briefmarkenkünstlerin
- Eve Mauro (* 1981), US-amerikanische Schauspielerin sizilianischer Herkunft
- Eve Meyer (1928–1977), US-amerikanisches Model, Schauspielerin und Filmproduzentin
- Eve Miller (1923–1973), US-amerikanische Schauspielerin
- Eve Myles (* 1978), walisische Schauspielerin
- Ève Périsset (* 1994), französische Fußballspielerin
- Eve Plumb (* 1958), US-amerikanische Schauspielerin
- Eve Rades (* 1987), deutsche Musicaldarstellerin
- Eve Risser (* 1982), französische Jazz- und Improvisationsmusikerin und Komponistin
- Ève Routhier (* 1988), kanadische Skirennläuferin
- Eve Rudschies (* 1959), französische Autorin
- Eve Scheer (* 1977), deutsche Schauspielerin und Autorennfahrerin
- Eve Kosofsky Sedgwick (1950–2009), US-amerikanische Schriftstellerin
- Eve Torres (* 1984), US-amerikanische Wrestlerin

Doppelname Marie-Ève
- Marie-Ève Drolet (* 1982), kanadische Eisschnellläuferin
- Marie-Ève Gahié (* 1996), französische Judoka
- Marie-Eve Levasseur (* 1985), kanadische Multimedia-Künstlerin, lebt und arbeitet in Leipzig
- Marie-Ève Marleau (* 1982), kanadische Wasserspringerin
- Marie-Ève Nault (* 1982), kanadische Fußballspielerin
- Marie-Ève Pelletier (* 1982), kanadische Tennisspielerin

Zweitname
- Whitney Eve Port (* 1985), US-amerikanische Reality-TV-Darstellerin und Modedesignerin

### Künstlername
- Eve (Rapperin) (* 1978), US-amerikanische Rapperin und Schauspielerin
- Eve (japanischer Sänger) (* 1995), japanischer Singer-Songwriter und Vocaloid-Produzent